# Grammy Award de la meilleure prestation vocale rock en solo
Le Grammy Award de la meilleure prestation vocale rock en solo (Grammy Award for Best Solo Rock Vocal Performance) est un prix présenté aux Grammy Awards en 1988, 1992, 1994 et de 2005 à 2011 à des artistes pour des œuvres (chansons ou albums) contenant des performances vocales de qualité dans le genre de la musique rock. Cette catégorie est issue de la fusion du Grammy Award du meilleur chanteur rock et du Grammy Award de la meilleure chanteuse rock qui furent décernés de 1980 à 2004 (sauf en 1988, 1992 et 1994).
En 2012, le prix de la meilleure prestation vocale rock en solo est fusionné avec celui de la meilleure prestation vocale rock par un groupe ou un duo et de la meilleure prestation rock instrumentale et présenté désormais sous le nom de Grammy Award de la meilleure prestation rock.
Bruce Springsteen détient le record du nombre de victoires avec cinq trophées.

## Lauréats
Liste des lauréats,.
- 1988 : Bruce Springsteen avec Tunnel of Love
- 1992 : Bonnie Raitt avec Luck of the Draw
- 1994 : Meat Loaf avec I'd Do Anything for Love (But I Won't Do That)
- 2005 : Bruce Springsteen avec Code of Silence
- 2006 : Bruce Springsteen avec la chanson Devils & Dust
- 2007 : Bob Dylan avec Someday Baby
- 2008 : Bruce Springsteen avec Radio Nowhere
- 2009 : John Mayer avec Gravity (live)
- 2010 : Bruce Springsteen avec la chanson Working on a Dream
- 2011 : Paul McCartney avec Helter Skelter (version live sur l'album Good Evening New York City)